# Bohuňovice (Pardubice)
Bohuňovice é uma comuna checa localizada na região de Pardubice, distrito de Svitavy.